# 1992 HA5
1992 HA5 är en asteroid i huvudbältet som upptäcktes den 24 april 1992 av den belgiske astronomen Henri Debehogne vid La Silla-observatoriet.
Den har en diameter på ungefär 16 kilometer och den tillhör asteroidgruppen Themis.